# Die Abenteuer des Odysseus
Die Abenteuer des Odysseus (Originaltitel: The Odyssey) ist ein Fantasyfilm aus dem Jahr 1997. Der zweiteilige Fernsehfilm entstand unter der Regie von Andrei Konchalovsky. In den Hauptrollen sind Armand Assante und Greta Scacchi zu sehen.

## Handlung
Der Film zeigt die dramatische Reise des griechischen Königs Odysseus, der in den Trojanischen Krieg zieht und Frau Penelope und Sohn Telemachos in Ithaka zurücklässt. Nach einer zehn Jahre währenden Belagerung wird der Krieg schließlich durch Odysseus’ Idee eines scheinbaren Rückzugs gewonnen: Die Griechen lassen als scheinbares Eingestehen ihrer Niederlage ein großes Holzpferd aus dem Holz ihrer Schiffe am Strand zurück. Als die Trojaner dies in ihre Stadt bringen und ein großes Fest feiern, kommen die im Inneren des Pferdes verborgenen Griechen in der Nacht nach draußen und nehmen die Stadt ein. Als die Griechen danach mit reicher Beute zurück nach Griechenland segeln wollen, begeht Odysseus einen folgenschweren Fehler: Er verhöhnt die Götter und maßt sich an zu behaupten, ohne deren Hilfe Troja erobert zu haben. Daraufhin verflucht ihn der Meeresgott Poseidon. Das Schiff des Odysseus kommt durch Nebelschwaden auf dem Meer vom Kurs der restlichen griechischen Flotte ab und beginnt eine viele Jahre währende Irrfahrt. Nach einigen Abenteuern auf angesteuerten Inseln, bei denen am Ende die gesamte Mannschaft den Tod findet, wird Odysseus als Schiffbrüchiger schließlich an den Strand der Insel Scheria gespielt, wo die dort lebenden Phaiaken in ihm den berühmten Helden von Troja erkennen und ihn daraufhin zurück in seine Heimat Ithaka bringen. Odysseus’ Familie musste sich dort in der Zwischenzeit vor Freiern der Penelope schützen, die annehmen, dass Odysseus längst tot sei und seinen Platz als König von Ithaka einzunehmen gedenken. Als Odysseus, der schließlich zur Einsicht gelangt ist, dass der Mensch nichts ohne die Götter ist, zurückkehrt, hält er seine Identität zunächst geheim und gelangt als Bettler verkleidet an den Hof. Als ein Turnier mit dem Bogen, den nur Odysseus beherrscht, stattfindet, um den zukünftigen Bräutigam Penelopes zu bestimmen, gibt er sich schließlich zu erkennen und rächt sich gemeinsam mit seinem Sohn Telemachos an den Freiern, die mehrere Jahre vom Hof und seinem Reichtum gelebt haben.

## Hintergrund
Gedreht an Schauplätzen in der Türkei und auf Malta, wurde die Odyssee mit aufwendigen Spezialeffekten (die mit einem Emmy ausgezeichnet wurden) und international bekannten Schauspielern wie Isabella Rossellini und Christopher Lee verfilmt.
Die Wahl der Schauplätze ist auch am Kenntnisstand von Touristen ausgerichtet, so wurde der Kanal von Korinth zur Meerenge zwischen Scylla und Charybdis oder die fern vom Meer gelegenen Sinterterrassen von Pamukkale zur Calypso-Insel Ogygia.
Die Abenteuer des Odysseus hatte am 18. Mai 1997 seine US-amerikanische Premiere. Am 6. November 1997 erschien der Film auf Video. Am 14. und 15. November 1997 wurden die beiden Teile erstmals im deutschen Fernsehen bei ProSieben ausgestrahlt.

## Vorbild
Mario Camerini verfilmte 1955 mit Kirk Douglas in der Rolle des Odysseus die Handlung der Odyssee im Film Die Fahrten des Odysseus. Die Handlung dort ist allerdings anders aufgebaut, so dient Odysseus, der als Schiffbrüchiger mit Gedächtnisverlust bei den Phaiaken zu Gast ist, als Rahmenhandlung für den restlichen Film. Die einzelnen Stationen auf der Irrfahrt sind nicht identisch, etwa war die Insel des Windgottes Aiolos im 1955er Film nicht enthalten, in der neueren Fassung hingegen kommen die Sirenen nicht vor.

## Auszeichnungen
Nominiert bei den Golden Globes, 1998 in zwei Kategorien
- „Best Miniseries or Motion Picture Made for Television“
- „Best Performance by an Actor in a Miniseries or Motion Picture Made for Television“

Der Film gewann 2 Emmys in den Kategorien
- „Beste Regie“
- „Beste Spezialeffekte“

Nominiert war er zudem in den Kategorien
- „Beste Ausstattung“
- „Beste Maske“
- „Bester Film“

## Synchronsprecher
Die Synchronsprecher für die deutsche Fassung:
| - Odysseus: Frank Glaubrecht - Penelope: Evelyn Maron - Athene: Susanna Bonasewicz - Mentor: Wolfgang Völz - Kirke: Katharina Koschny - Eurymachos: Joachim Tennstedt - Antikleia: Dagmar Altrichter - Alkinoos: Klaus-Dieter Klebsch - Eurykleia: Marianne Lutz - Tiresias: Jürgen Thormann - Kalypso: Joseline Gassen - Menelaos: Frank-Otto Schenk - Aeolos: Michael Pan - Achilleus: Hans Hohlbein - Aegyptius: Jürgen Wolters | - Antiklos: Gerald Paradies - Antinoos: Tilo Schmitz - Elatus: Tom Deininger - Elpenor: Gerald Schaale - Eumaios: Peter Groeger - Eurybates: Wolfgang Condrus - Hermes: Peter Flechtner - Laokoon: Reinhard Scheunemann - Melante: Julia Ziffer - Perimedes: Peter Reinhardt - Polites: Detlef Bierstedt - Polyphem: Wolfgang Kühne - Poseidon: Helmut Krauss - Telemachos: Björn Schalla - Erzähler: Rolf Schult |

## Kritik
„Ein märchenhaft aufgefächerter, teilweise bildgewaltiger Film, gespickt mit Stars, der mit seinen malerischen Massenszenen, schönen Landschaftsaufnahmen und seinem Kampfgetümmel abwechslungsreiche Unterhaltung bietet. Wegen der ausgedehnten Tötungsszenen am Ende für kleinere Kinder problematisch.“